# Rattery (fokkerij)
Een rattery is een Engels woord voor rattenhouderij. In Nederland wordt er meestal een  rattenfokkerij mee bedoeld die op kleine schaal en voor niet-commerciële doeleinden ratten fokt. 
Het gaat meestal om hobbyisten die zich tot doel hebben gesteld gezonde of speciale ratten te fokken die als huisdier worden verkocht. Deze liefhebbers werken meestal samen - al dan niet in clubverband - met meerdere fokkers  en houden zich aan een aantal strak omschreven richtlijnen omtrent de rattenfok, waarbij goede ratteries proberen om de gemiddelde leeftijd en algehele gezondheid van de nakomelingen steeds hoger te krijgen. Het welzijn van de dieren staat, volgens de ratteryhouders, steeds voorop en de selectie op gezondheid zou prioritair moeten zijn voor een rattery. Daarmee willen ze proberen iets te doen aan de vele gezondheidsproblemen  bij ratten.
Bij de tamme rat komen namelijk erg veel erfelijke afwijkingen voor, zoals chronische luchtwegproblemen, tumoren en megacolon. Dit komt doordat op grote schaal onverantwoord gefokt werd met ratten toen deze plotseling populaire huisdieren werden. Door veel inteelt fokte men recessieve genen in de ratten die bijvoorbeeld zorgden voor een mooie vachtkleur, voor een speciale tekening of bijzondere vormen. Door deze wijze van fokken kwamen echter ook aan recessieve genen gebonden ziekten tot uiting. Dientengevolge nam de gezondheid van de ratten af en de sterfte toe.
Andere rattenfokkers zijn dierenwinkels, slangenhouders en professionele fokkers.